# Zavrhek
Zavrhek je naselje v Občini Divača.